# ناوشکن کلاس زاموالت
ناوشکن کلاس زاموالت (به انگلیسی: Zumwalt-class destroyer) کلاسی از کشتی‌های جنگی آمریکاییست که اولین فروند آن در سال ۲۰۱۵ به خدمت نیروی دریایی آمریکا درآمد. این ناوشکن بزرگترین و سنگین‌ترین ناوشکن تاریخ و نخستین ناوشکنی است که کاملاً بر اساس اصول پنهان‌کاری طراحی شده‌است. این کلاس از ناوشکن‌ها و اولین فروند آن به یاد دریابد المو زاموالت فرمانده سابق نیروی دریایی آمریکا نامگذاری شده‌اند.
شکل ظاهری این کشتی بسیار متمایز از کشتی‌های جنگی دیگر است. زام‌والت بدنه‌ای مقعر دارد که بیش از یکصد سال است در هیچ کشتی دیگری دیده نشده‌است. این ناوشکن باتوجه به اینکه ابعاد غول پیکری دارد، اما سطح مقطع راداری ان به اندازه یک قایق ماهیگیری است. این ناوشکن یک شناور جنگی چندمنظوره برای ماموریت‌های ضدسطحی، ضدهوایی و آتش پشتیبان است که البته در طراحی آن تمرکز بیشتری در زمینه جنگ با اهداف زمینی صورت گرفته‌است. فناوری شناساگریزی زاموالت کمترین میزان سطح مقطع راداری را دارد و رویت آن تا ۵۰ مرتبه دشواتر از سایر ناوشکن‌ها است.
طول این کشتی ۱۸۰ متر و وزن آن ۱۴ هزار و ۸۰۰ تن است که دو برابر ناوشکن‌های کلاس آرلی برک به حساب می‌آید و حتی از رزمناوهای تایکندروگا هم سنگین‌تر است اما تعداد پرسنل این کشتی تنها ۱۴۰ نفر است. این رقم کمتر از نصف دو کشتی مذکور است که استفاده گسترده زام‌والت از سیستم‌های خودکار را نشان می‌دهد. بازتاب راداری کم و یکپارچه‌سازی سیستم‌های تسلیحاتی از ویژگی‌های خاص زام‌والت است. ابتدا قرار بود ۳۲ فروند از این کشتی ساخته شود که بعداً به ۱۰ فروند و سپس به ۳ فروند کاهش یافت. در مجموع ۹٫۶ میلیارد دلار برای تحقیق و توسعه این ناوشکن هزینه شده و هزینه تولید اولین فروند این کشتی بدون احتساب هزینه‌های تحقیق حدود ۳ میلیارد و ۴۵۰ میلیون دلار بوده‌است. هرچند گفته می‌شود که هزینه‌های نگهداری این کشتی کمتر از کشتی‌های جنگی مشابه خواهد بود.
تسلیحات کشتی شامل دو توپ ۱۵۵ میلیمتری با گلوله‌های هوشمندی که تا ۱۰۰ کیلومتر برد دارند، دو توپ مسلسل ۵۷ میلی‌متری، راکت‌های ضدزیردریایی آستراک، موشک‌های کروز تاماهاوک، موشک‌های دفاع هوایی ریم-۱۶۲ (مدل پیشرفته سی اسپارو) می‌شود. چهار موتور توربین گاز ساخت رولزرویس نیروی محرکه کشتی را تأمین کرده و سرعت آن را به بیش از ۵۶ کیلومتر می‌رسانند.

## نگارخانه

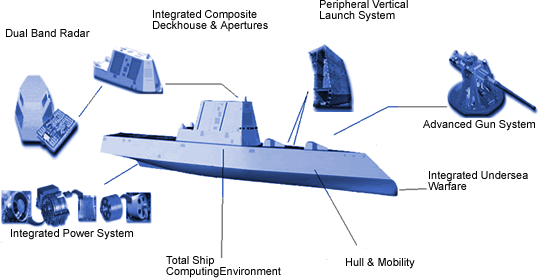
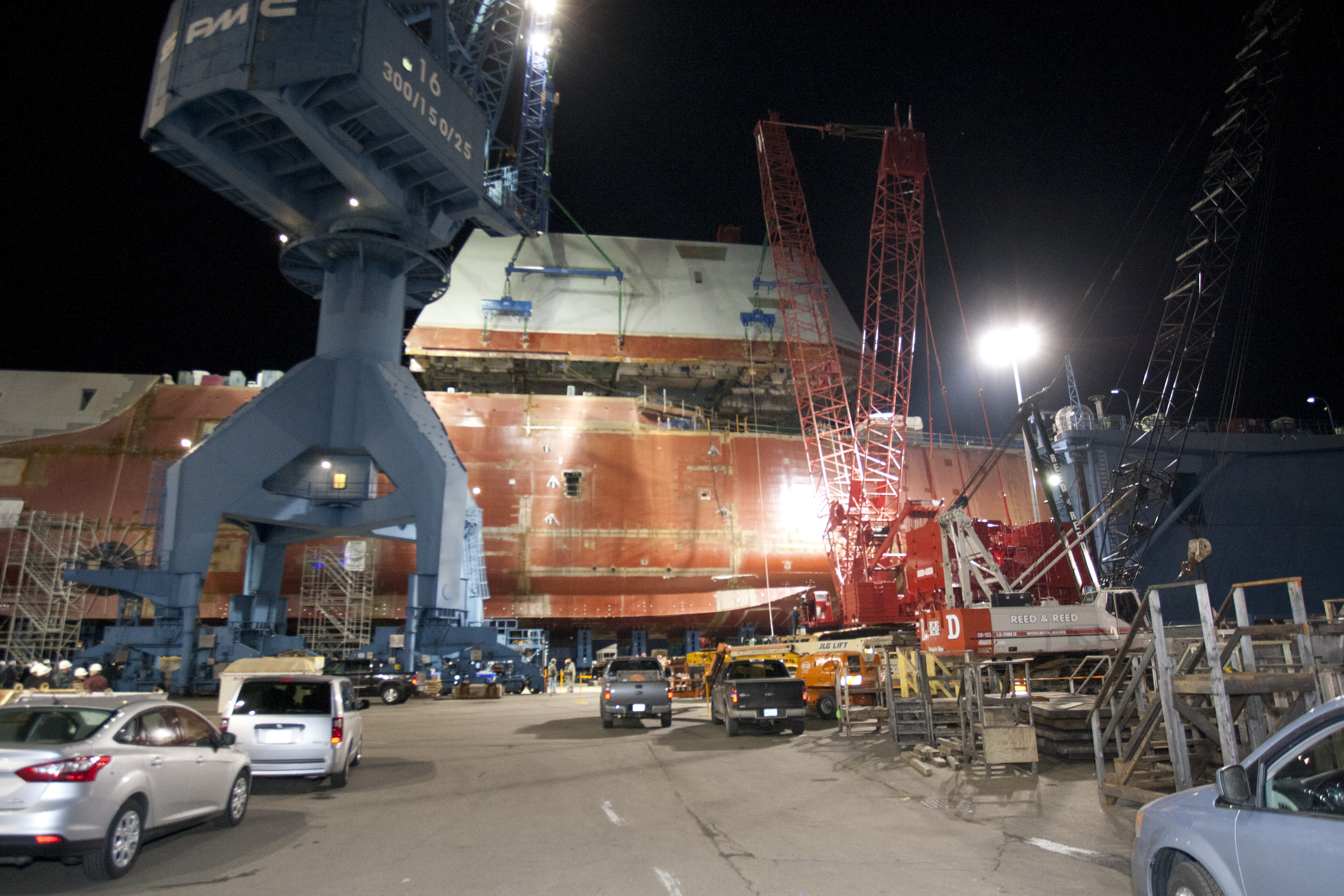